# Dolores González Katarain
|  | «Yoyes» redirigeix aquí. Vegeu-ne altres significats a «Yoyes (pel·lícula)». |

Dolores González Katarain, àlies Yoyes (Ordizia, Guipúscoa, 14 de maig de 1954 - 10 de setembre de 1986) fou una dirigent d'ETA, famosa per haver estat la primera dona dirigent d'ETA i la primera morta per la banda sota acusació de traïció.
Va ingressar en ETA a principis dels anys 70. Després de l'assassinat el 1978 del dirigent de l'organització José Miguel Beñarán Ordeñana, Argala, a les mans del Batallón Vasco Español, va anar allunyant-se'n a poc a poc, disconforme amb l'anomenada "línia dura" que anava imposant-se. El 1980 surt d'ETA i s'exilia a Mèxic, on treballà per a les Nacions Unides. El 1985, com que no hi havia cap causa judicial oberta contra ella, decideix tornar al País Basc. El govern espanyol va presentar aquest fet com una acollida a les mesures de reinserció que llavors existien, encara que pròpiament no va ser així. Acusada de traïció, va ser assassinada a trets per Antonio López Ruiz, Kubati, mentre passejava per les festes de la seva localitat natal amb el seu fill Akaitz, de tres anys.
Qui va ordenar el seu assassinat va ser, pel que sembla, Francisco Mujika Garmendia, Pakito, originari com Yoyes de la localitat d'Ordizia. No ha estat aclarit per què va tornar Yoyes, conscient sens dubte del perill que corria. Pel que sembla, va pactar el seu retorn amb el dirigent etarra Txomin Iturbe, probablement amb la condició que es fes discretament perquè no pogués ser utilitzat amb fins propagandístics. No obstant això, la reinserció de qui durant anys havia estat la militant més buscada no podia deixar de ser utilitzada ni de tenir repercussió mediàtica. El setmanari Cambio 16 va publicar un ampli reportatge amb el títol "El retorn de l'etarra" i la fotografia de Yoyes en portada, considerat per molts analistes com detonant de la seva condemna a mort. Per altra banda, Txomin havia perdut bona part del seu poder en l'organització en ser deportat a Algèria per les autoritats franceses.

## Incorporació a ETA
Va ingressar a ETA a principis de la dècada de 1970 i va entaular una relació sentimental amb Joxe Etxeberría, Beltza, que va morir a Algorta quan va fer explosió la bomba que portava.
Yoyes s'encarregava de dirigir un comando de membres no fitxats format per dones i va planejar dinamitar un autobús en què viatjaven membres de la Guàrdia Civil. El 1978 formava part del Comitè Executiu de la branca militar. Un any més tard, la policia francesa la va detenir i va ser confinada en una presó del sud-est de França.

## Exili a Mèxic i abandonament de l'organització
Després de l'assassinat el 1978 del dirigent de l'organització José Miguel Beñarán Ordeñana, Argala, a les mans del Batalló Basc Espanyol, va anar allunyant-se'n gradualment, disconforme amb la "línia dura" que anava imposant-se. El 1980 va eixir d'ETA i es va exiliar en Mèxic, on va estudiar Sociologia i Filosofia, treballant per a les Nacions Unides. En 1984, va viatjar a París on va obtenir l'estatut de refugiada política.
L'agost de 1985, com que no hi havia cap causa judicial oberta contra ella i segons allò que s'ha disposat per la "Llei d'Amnistia" de 1977, gràcies a l'ajuda d'un amic en el Ministeri d'Economia, va entrar en contacte amb el dirigent socialista, i director de la Seguretat de l'Estat, Julián Sancristóbal Iguarán i va decidir tornar al País Basc pactant també el seu retorn amb el dirigent etarra Txomin Iturbe amb la condició que es fera discretament perquè no poguera ser utilitzat amb fins propagandístics.
No obstant això, la reinserció de qui durant anys havia estat la militant més buscada no podia deixar de ser utilitzada ni de tenir repercussió mediàtica; el govern espanyol va presentar este fet com una acollida a les mesures de reinserció que llavors existien i el setmanari Cambio 16 va publicar un ampli reportatge amb el títol "La tornada de l'etarra" i la fotografia de Yoyes en portada, considerat com a detonant de la seua condemna de mort.
El 17 d'octubre van acabar les negociacions per al seu retorn, i finalment, l'11 de novembre de 1985, va arribar a Espanya amb el seu marit i el seu fill, i es va instal·lar en Sant Sebastià. Al cap de poc, escriu en el seu diari:
| « | Molts són culpables d'esta injustícia, massa! N'hi ha altres que no però són impotents davant d'ella. Hi ha també molt de silenci còmplice. Molta por en la gent abans que res, davant de la seua pròpia llibertat... quanta merda! (...) El mite d'ETA, la hidra sagnant que ens tenalla: En este mite, la persona de carn i ossos que és un substrat, no existeix més que com a tal substrat, no és humana. | » |

No ha sigut aclarit per què va tornar Yoyes, conscient sens dubte del perill que corria, ella mateixa havia manifestat:
| « | Em moriré i és millor una mort ràpida, encara que siga violenta, però no puc morir-me ara. | » |

No obstant això, no va emetre declaracions públiques al seu retorn, intentant passar inadvertida.

## Assassinat
Quan va tornar a Espanya, la banda terrorista va celebrar una consulta urgent per a decidir què feien amb ella. El seu contacte en la banda, "Txomín", líder amb el qual Yoyes havia contactat per al seu retorn, havia sigut deportat per França a Algèria, no podent intercedir per ella, i la cúpula etarra es va reunir novament per a prendre mesures enfront de l'antiga dirigent, dolguts per les duríssimes crítiques que esta els continuava fent. En esta reunió, De Juana Chaos, llavors un dels qui posseïen més poder d'influència en la cúpula etara, va afirmar que ell no tenia cap dubte, i que si se la trobava, la matava.
Ja existien altres precedents, com l'assassinat de "Pertur" i el més pròxim de 1984, quan ETA va acabar amb un altre "penedit", Miguel Francisco Solaun, que en el seu dia fou considerat el cervell de la fuga de presos de l'organització de la presó de Basauri en 1968 i que posteriorment es va negar a perpetrar un atemptat contra unes cases de la Guàrdia Civil.
Acusada Yoyes de traïció, Francisco Mujika Garmendia, "Pakito", originari com Yoyes de la localitat d'Ordizia, va ordenar la seua mort i va ser assassinada a trets per Antonio López Ruiz, "Kubati", mentre passejava durant les festes de la seua localitat natal amb el seu fill de tres anys.
El ple municipal de la ciutat va decidir suspendre les festes en senyal de repulsa a un atemptat "feixista i totalitari", sense que el germà de Yoyes, regidor d'este ajuntament per Herri Batasuna, condemnara l'assassinat de la seua pròpia germana. Per la seua banda dirigents pròxims a l'entorn d'ETA van justificar el seu assassinat.
Kubati va ser detingut el novembre de 1987, quan trucava des d'una cabina de Tolosa, dins d'una operació que la Guàrdia Civil va denominar amb el nom del fill de Yoyes. Hui en dia (2008) roman a la presó.

## Yoyes en l'actualitat
En l'actualitat Yoyes continua sent una icona mediàtica. considerant-se la seua mort un punt d'inflexió en la societat basca i en ETA, en el moment en què diversos sectors de la dita organització s'estaven replantejant el futur de la seua activitat, aconseguint ETA acabar amb el goteig de reinsercions.
Ha sigut definida com una dona «molt admirada» i «compromesa, amb clarividència política» i també per «la seua condició de dona» en una organització liderada majoritàriament per hòmens.

## Filmografia
Documental "Yoyes" del programa "Documentos TV" de TVE.
En la pel·lícula biogràfica Yoyes dirigida en la seva opera prima per la directora navarresa Helena Taberna el 1999, Ana Torrent interpreta el paper de Dolores González i se suggerix que eren els serveis secrets espanyols els que realment estaven darrere d'eixos reportatges i notícies i que aquells tenien com a objectiu crear tensions i debilitar al món d'ETA, encara a costa de la mort de la pròpia "Yoyes".